# Aktuellt i Politiken
Aktuellt i Politiken (AiP), ingår i AiP Media Produktion AB och är en veckovis utkommande riksspridd nyhetstidning, som belyser politik och samhälle utifrån den socialdemokratiska delen av arbetarrörelsens perspektiv. 

## Historia
AiP grundades 1953, då med namnet Aktuellt i Politik och Samhälle av Socialdemokraternas partisekreterare Sven Aspling och utkom med 20 nummer per år som politiskt magasin. 1992 omvandlades AiP till veckovis utkommande nyhetstidning, då med 40 nummer. Året därpå, 1993, utökades AiP:s utgivning till 50 nummer och fick klassificeringen lågfrekvent dagstidning, vilket berättigade till statligt driftsstöd.
AiP innehåller nyheter, reportage, analyser, kommentarer och debatt. Huvudsakligen behandlas inrikespolitik och EU-frågor, men också globala ämnen såväl som regionala och lokala. AiP följer även socialdemokratiska partiets och arbetarrörelsens inre organisatoriska och politiska arbete. 
Bland AiP:s chefredaktörer sedan starten 1953 kan nämnas Åke Fors, Sven Dahlin, Macke Nilsson, Nils Hillén, Enn Kokk, Håkan Quisth, Peter Hultqvist, Ove Andersson, Eric Sundström, Jan Söderström, Fredrik Kornebäck, Nina Wadensjö och Maria Persson. Sedan 2023 är Jenny Åkervall chefredaktör.

## Utgivning
AiP kommer ut digitalt med 92 utgåvor per år och tryckt papperstidning varannan vecka. Tidningen finns som talsyntes, e-tidning och som mobilapplikation. 

## Organisation
AiP ingår sedan 1999 i AiP Media Produktion AB som är ett dotterbolag till Socialdemokraterna. AiP Media Produktion AB utgav 1993–2017 även den regionala nyhetstidningen Stockholms-Tidningen samt 2006–2016 Ny Tid i Göteborg.
AiP Media Produktion AB driver även sidverkstad för grafisk uppdragsproduktion och en bildbyrå. Daniel Färm är sedan 2019 verkställande direktör i AiP Media Produktion AB samt politisk redaktör för Aktuellt i Politiken.